# Лискув (гмина)
Лискув (пол. Lisków) — сельская гмина (волость) в Польше, входит как административная единица в Калишский повет, Великопольское воеводство. Население — 5416 человек (на 2004 год).

## Сельские округа
1. Аннополь
2. Буды-Лисковске
3. Хрусты
4. Цепелев
5. Юзефув
6. Козлёнткув
7. Лискув
8. Лискув-Жгув
9. Мадалин
10. Малгув
11. Надзеж
12. Пычек
13. Стшалкув
14. Свобода
15. Тшебене
16. Выгода
17. Закшин
18. Закшин-Колёня
19. Жыхув

## Соседние гмины
1. Гмина Цекув-Колёня
2. Гмина Гощанув
3. Гмина Кавенчин
4. Гмина Козминек